# Cestrum nitidum
Cestrum nitidum är en potatisväxtart som beskrevs av Carl Friedrich Philipp von Martius och Gal. Cestrum nitidum ingår i släktet Cestrum och familjen potatisväxter. Inga underarter finns listade i Catalogue of Life.